# Інсько
Інсько (пол. Ińsko), Ньоренберг (нім. Nörenberg) — місто в північно-західній Польщі в районі Інських озер.
На 31 березня 2014 року, у місті було 2 025 жителів.
У 1946–1998 рр. місто адміністративно належало до Щецинського воєводства.

## Назва
Назва походить від річки Іна, що впадає в Одру.

## Географія
За даними від 1 січня 2009 року площа міста становить 7,48 км². Місто розташоване в історичній Західній Померанії.

### Клімат
| Клімат Інська           | Клімат Інська | Клімат Інська | Клімат Інська | Клімат Інська | Клімат Інська | Клімат Інська | Клімат Інська | Клімат Інська | Клімат Інська | Клімат Інська | Клімат Інська | Клімат Інська | Клімат Інська |
| Показник                | Січ.          | Лют.          | Бер.          | Квіт.         | Трав.         | Черв.         | Лип.          | Серп.         | Вер.          | Жовт.         | Лист.         | Груд.         | Рік           |
| Середній максимум, °C   | 1,3           | 2,8           | 7,2           | 12,6          | 18,4          | 21,6          | 22,8          | 22,6          | 18,6          | 13,1          | 6,9           | 3,0           | 12,6          |
| Середня температура, °C | −1,1          | −0,3          | 3,0           | 7,4           | 12,9          | 16,4          | 17,7          | 17,2          | 13,5          | 9,2           | 4,4           | 0,8           | 8,4           |
| Середній мінімум, °C    | −3,7          | −3,1          | −0,4          | 2,9           | 7,5           | 11,1          | 12,9          | 12,3          | 9,5           | 5,8           | 2,0           | −1,6          | 4,6           |
| Днів з опадами          | 9             | 6             | 8             | 8             | 9             | 8             | 9             | 8             | 8             | 7             | 10            | 9             | 99            |
| ----------------------- | ------------- | ------------- | ------------- | ------------- | ------------- | ------------- | ------------- | ------------- | ------------- | ------------- | ------------- | ------------- | ------------- |
| Джерело: www.yr.no      |               |               |               |               |               |               |               |               |               |               |               |               |               |

## Історія
У 1248 році згадується поселення на Інському озері. У 1300 році Іньсько згадується як місто, але точна місце його локації невідоме. Німецька назва міста Ньоренберг пов’язана з походженням німецьких переселенців з франконівської області Нюрнберга. У 1335 та 1338 роках мешканці були звільнені від сплати податків на кілька років, що дозволило місту завершити процес будівництва міста, включаючи спорудження укріплень. У 1334 р. у місті поселився Домініканський орден, функціонуючи тут до Реформації. У той час також була побудована міська парафіяльна церква, розташована у східній частині Ринкової площі.
У 1350 році маркграф Людвік з династії Віттельсбах передав місто у ленне володіння Геннінгу фон Веделю. Через чотири роки родина Ведель купила місто і оселилася у маєтку війтів, який мав би існувати в межах оборонних стін. Це місце, як і загалом місто, було частково зруйновано у 1370 році померанським князем Казимиром III. Через два роки родина Ведель отримала дозвіл на будівництво замку, який знаходився у південно-східній частині міста, за оборонними стінами. На початку XV століття місто було обложене двічі і частково зруйноване польськими лицарями під командуванням Яна Чарнковського та Арнольда Бжицького. У XV столітті були побудовані лікарня з каплицею св. Юрія. З 1454 року місто належало (знову) до Бранденбурга. У 1657 році Інсько було знищено армією Стефана Чарнецького, що бився зі шведами, також пізніше мешканці міста зазнали значних страждань внаслідок Семирічної та Північної війн на Помор'ї. Були знищені зокрема міські стіни, замок та каплиця св. Юрія.
У 1719 році в Інську проживало лише 298 жителів. У 1775 році Іньсько придбала родина фон Ґольца та фон Борнштедта. Почалася повільна реконструкція міста, більший розвиток якого відбувся лише у другій половині ХІХ ст. У 1801 році в місті налічувалося 920 жителів, а у 1867 році вже було 7070 жителів. У 1858 році була знесена стара ратуша, ймовірно, середньовічна міська парафіяльна церква, а в 1860 році була побудована нова неоготична церква, потім були припинені поховання на церковному кладовищі та споруджене нове кладовище вздовж дороги до Сторкова. У 1870 році були модернізовані вулиці та дорога до Хоцивеля. У 1860-х роках єврейська громада збудувала в місті синагогу. Кладовище гміни, засноване на початку 19 століття, було розташоване на східній стороні міста. В останній чверті 19 століття будівлі розбудовувалися на східній на стороні міста, а на північній стороні озера було облаштовано пляж для купання. У 1896 році споруджено вузькоколійку, а на початку XX століття було створено кілька промислових заводів: молочна і взуттєва фабрики та машинний завод Шредера. У 1939 році в Інську було 3012 жителів. За часів Народної Польської Республіки розвивалася будівельна і деревообробна промисловість, діяла рибна ферма. У 1966 році в Інську проживало 1700 людей.

## Населення
Демографічна структура станом на 31 березня 2011 року:
|          | Загалом | Допрацездатний вік | Працездатний вік | Постпрацездатний вік |
| -------- | ------- | ------------------ | ---------------- | -------------------- |
| Чоловіки | 1012    | 187                | 728              | 97                   |
| Жінки    | 1050    | 183                | 632              | 235                  |
| Разом    | 2062    | 370                | 1360             | 332                  |

### Українці
У місті є значна українська громада. З 1971 року функціонує греко-католицька парафія Воздвиження Чесного Хреста.